# 恋のバカンス (テレビドラマ)
『恋のバカンス』（こいのバカンス）は、1997年1月8日から同年3月12日まで、毎週水曜22:00 - 22:54（JST）に日本テレビ系列の「水曜ドラマ」で放送された日本のテレビドラマ。主演は明石家さんま。

## 概要
恋の曲芸師こと黛勘九郎と、彼をめぐる女性たちが巻き起こす騒動をコミカルに描いた作品。前半は勘九郎と晶の婚約騒動が描かれるが、中盤で解決したのちはストーリーらしいストーリーはなく、勘九郎と彼が付きあっているちはるや智子、それに優紀をめぐるゴタゴタが描かれ、晶がそこに巻き込まれるという展開が続く。そして、とにかく彼女たちからうまく逃れようとする勘九郎の痛快なまでに必死な姿が、ドラマを最後まで引っ張っていく。連ドラ時は最終回では物語が決着せず、その後作られたSP版で完結した。
主演を務めた明石家さんまの同枠への出演は『恋も2度目なら』に続いて2度目となり、前作と同様に本作も高視聴率を記録した。さんまは、『ヤングタウン土曜日』（2011年9月10日放送分）において、自身が出演したドラマの中で最も好きな作品として挙げている。また、本作の後も本作の単発SP「星に願いを」を挟んで、1999年の『甘い生活。』まで、さんま主演と両作の主要スタッフ起用の布陣で製作されている。
1997年10月1日にはスペシャルが放送された。

## ストーリー
黛勘九郎（明石家さんま）は、国際線客室乗務員のちはる（濱田マリ）と、小学校教諭の智子（奥貫薫）の2人と付き合っており、アパレルメーカーの優紀（りょう）も口説いているがうまくはいかなかった。
一方、中村晶（鈴木杏樹）は学生時代からの彼氏・広瀬淳一（坂上忍）と年越しデートをしていたが、別れを告げられてふられる。そして、バーで勘九郎と幼馴染の後輩で同僚の小野寺太一（生瀬勝久）と飲んでいた時に、偶然に晶と知り合う。太一が酔いつぶれてたので、勘九郎は酔った晶をホテルに誘い部屋までに入るが、未遂に終わる。
後日、勘九郎は太一に自慢げに男女関係があったと嘘をつく。しかし、その知り合った女性（晶）が同じ会社の秘書課の同僚だと知る。そして、太一は2人は運命の赤い糸で結ばれていると言いふらす。すると会社では勘九郎と晶の婚約騒動になる。今まで勘九郎は口八丁でうまくごまかしており、今回も得意の口八丁で逃げようとするが、そううまくはいかない。そして、晶に嘘の婚約関係をごまかすには小道具が必要だと指輪をせがまれて、宝石屋に連れていかれるが、そこを義兄の健作（升毅）に見られて父・金次郎（斎藤洋介）にまで嘘の婚約関係がばれて、晶は勘九郎を父に紹介することになる。そして、勘九郎は晶の父に嫌われて婚約を破談にもち込もうとするが、逆に気に入られてしまう。
その後、付き合っているちはるに食事に誘われた。その場に行くと兄を紹介されるが、実はその兄は晶の義兄の健作だった。健作は大慌てになりトイレに逃げる。そこで勘九郎は事実を正直に打ち明けるが信じてもらえない。懲りない勘九郎はなおも優紀を口説いているが、優紀に晶との婚約関係が知られて、事実は嘘だと必死にごまかすが信じてもらえない。

## キャスト
- 黛勘九郎 - 明石家さんま
- 中村晶 - 鈴木杏樹
- 小野寺太一 - 生瀬勝久
- 須藤優紀 - りょう
- 中村珠緒 - 高島礼子
- 政宗健作 - 升毅
- 政宗ちはる - 濱田マリ
- 小粋なマスター - 大川浩樹
- 小粋なバーテンダー - 内藤典彦
- 末次智子 - 奥貫薫
- 田村則子 - 大河内奈々子
- 広瀬淳一 - 坂上忍
- 中村金次郎 - 斎藤洋介
- 遠藤恒雄 - 岸部一徳
- 岡田薫（オープニングのみ）
- 坂井龍之介 - 佐藤浩市（スペシャル版のみ）
- 渡辺いっけい（スペシャル版のみ）※友情出演

## スタッフ
『恋も2度目なら』の主要スタッフはそのまま本作に続投している。
- 脚本：輿水泰弘
- 演出：水田伸生、大平太
- プロデューサー：神蔵克、赤羽根敏男
- 音楽：岩代太郎
- 主題歌：Mr.Children「Everything (It's you)」（TOY'S FACTORY）
- タイトルバックスチル撮影：平間至
- チーフプロデューサー：小杉善信
- 制作協力：ザ・ワークス
- 製作著作：日本テレビ

## 受賞歴
- 第12回ザテレビジョンドラマアカデミー賞[1]
  - 新人俳優賞（濱田マリ）
  - ベストドレッサー賞（りょう）
  - キャスティング賞
  - タイトルバック賞（水田伸生）

## 放送日程
| 各話                                                  | 放送日   | サブタイトル                                            | 演出     | 視聴率 |
| ----------------------------------------------------- | -------- | ------------------------------------------------------- | -------- | ------ |
| 第1話                                                 | 1月08日  | 史上最低の女たらしと純な女…危険な火遊びで恋が始まった!? | 水田伸生 | 21.5%  |
| 第2話                                                 | 1月15日  | 恋の綱渡り!絶体絶命や                                   | 水田伸生 | 18.3%  |
| 第3話                                                 | 1月22日  | 悪夢…ついにベットイン!?                                 | 水田伸生 | 17.9%  |
| 第4話                                                 | 1月29日  | 嘘つきは恋泥棒のはじまり                                | 水田伸生 | 17.8%  |
| 第5話                                                 | 2月05日  | 迫る女の叫び…結婚して!!                                 | 水田伸生 | 18.6%  |
| 第6話                                                 | 2月12日  | 誘惑の夜…大きな過ち再び                                 | 大平太   | 21.8%  |
| 第7話                                                 | 2月19日  | 女心揺れて…予想外のキス                                 | 水田伸生 | 17.4%  |
| 第8話                                                 | 2月26日  | 告白…本当はお前が欲しい                                 | 水田伸生 | 18.2%  |
| 第9話                                                 | 3月05日  | 2人の急接近…色男婚約す                                  | 水田伸生 | 18.0%  |
| 最終話                                                | 3月12日  | 涙の別れと運命のいたずら勘九郎最後の決断!!              | 水田伸生 | 22.0%  |
| 視聴率はビデオリサーチ関東地区調べ。平均視聴率は18.9% |          |                                                         |          |        |
| 特別編                                                | 放送日   | タイトル                                                | 演出     | 視聴率 |
| 特別編                                                | 10月01日 | 恋のバカンス Special                                    | 水田伸生 |        |

- 初回・最終話は22時 - 23時24分の30分拡大放送。

## 関連商品
サウンドトラック
- 日本テレビ系水曜ドラマ 恋のバカンス オリジナル・サウンドトラック（1997年2月19日発売、東芝EMI）